# 秩父三大春まつり
秩父三大春まつり（ちちぶさんだいはるまつり）は、埼玉県秩父地方で毎年3月 - 4月に開催される、山車を曳き廻す3つの祭りの総称。

## 対象となる祭
具体的には下記が、秩父三大春まつりである。
- 恒持神社例大祭（山田の春祭り） - 江戸時代より伝えられたといわれる屋台2基（山組・本組）、笠鉾1基（上組）が秩父市山田地区を曳き廻される[2]。
- 宇根八阪神社例大祭（宇根の春祭り）- 江戸時代に造られたとされる笠鉾2基（上組・下組）が武甲山の麓（横瀬町）を曳き廻される[2]。
- 小鹿神社例大祭（小鹿野の春祭り） - 笠鉾2基（腰之根、新原）と屋台2基（上町、春日町）が、金棒突きに先導され小鹿野町内を曳き廻される[2]。

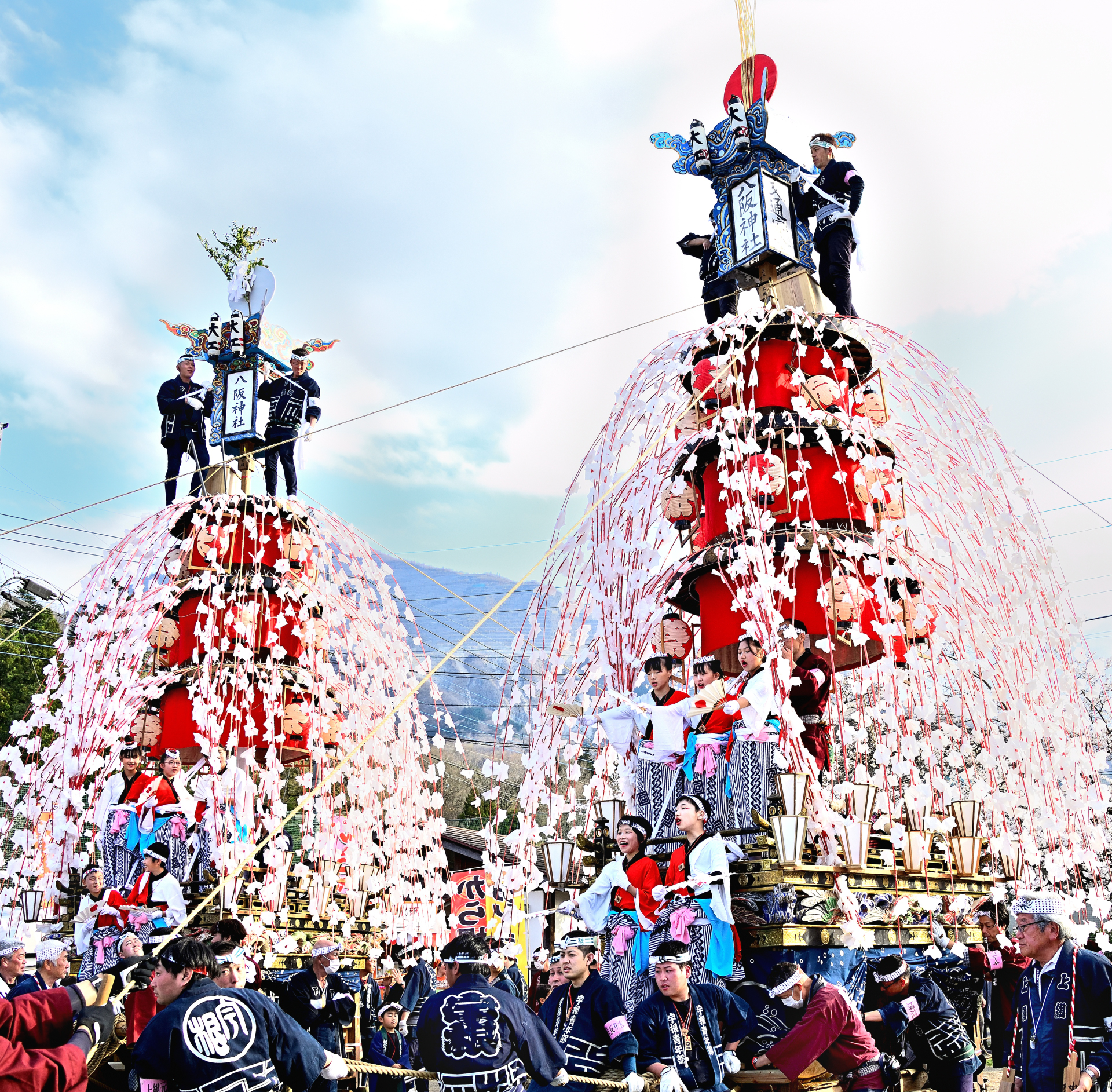
宇根の春祭り
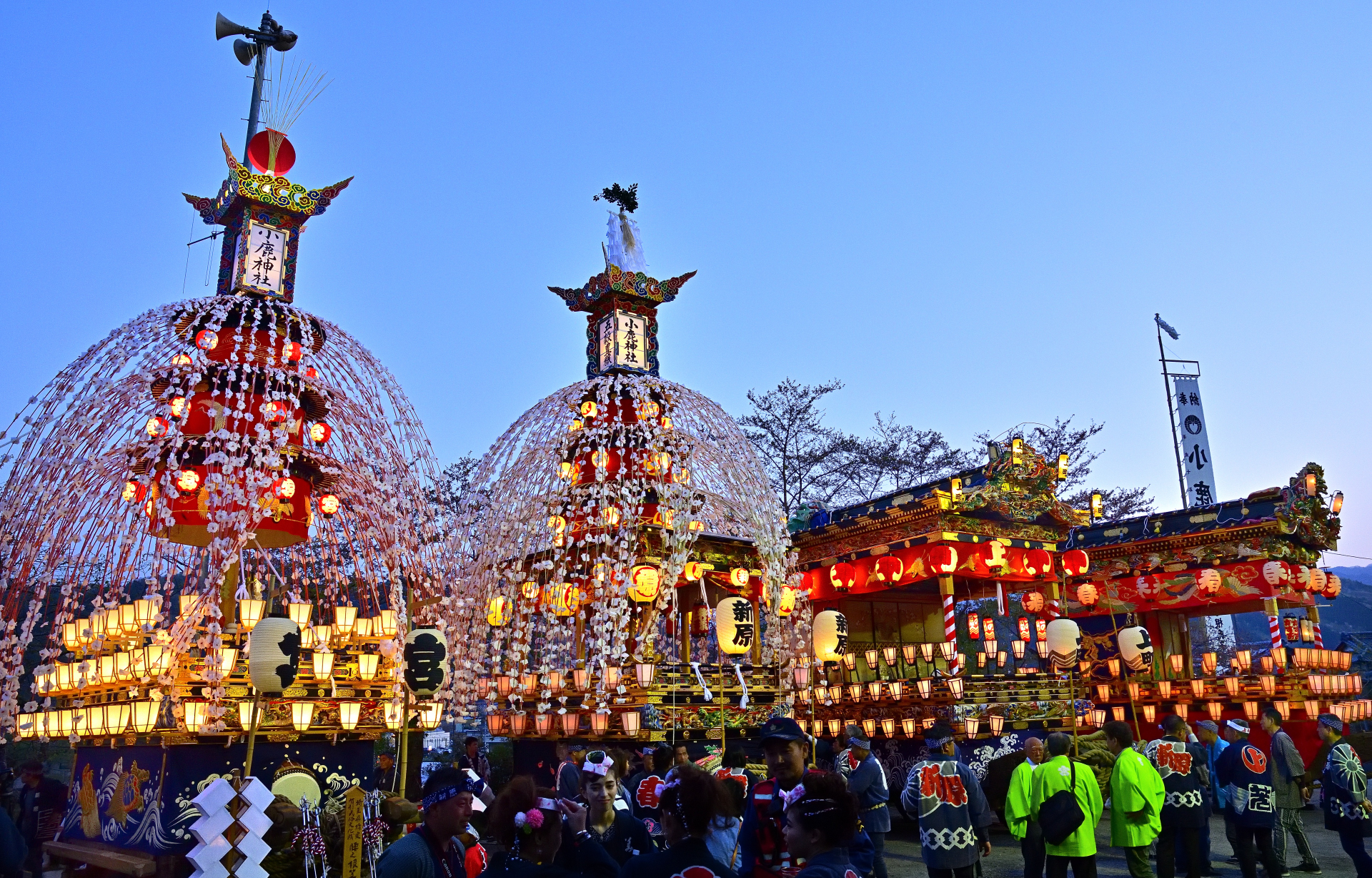
小鹿野の春祭り

## 開催日程
- 恒持神社例大祭 - 3月第2日曜日
- 宇根八阪神社例大祭 - 4月第1日曜日
- 小鹿神社例大祭 - 4月第3土曜日とその前日

## アクセス
- 恒持神社 - 埼玉県秩父市山田1606番
- 宇根八阪神社 - 埼玉県秩父郡横瀬町大字横瀬3305番地
- 小鹿神社 - 埼玉県秩父 郡小鹿野町小鹿野1432